# Bătălia de la Mănăstirea „Sfinții Apostoli”

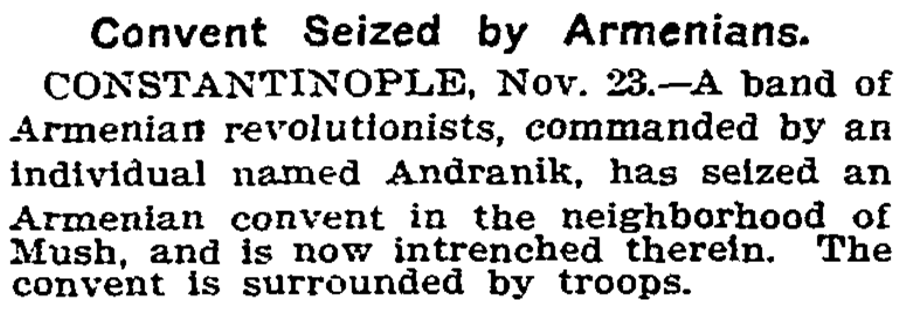
Raportul New York Times cu privire la bătălie

Bătălia de la Mănăstirea „Sfinții Apostoli” (în armeană Առաքելոց վանքի կռիվը, transliterat: Ařak'elots vank'i křivë) a fost un conflict armat care a avut loc în noiembrie 1901 între forțele militare ale Imperiului Otoman și miliția armeană la Mănăstirea „Sfinții Apostoli” (Arakeloț) de lângă orașul Muş (Imperiul Otoman).

## Context
În a doua jumătate a secolului al XIX-lea, condițiile de trai ale populației armene din valea orașului Muș deveniseră insuportabile. În afara taxelor și impozitelor oficiale și neoficiale ale guvernului central, populația trebuia să mai plătească tributuri tradiționale către conducătorii triburilor kurde, care obținuseră un statut oficial după ce tâlharii kurzi fuseseră încorporați în unitățile semiregulate de cavalerie kurdă cunoscute sub numele de Hamidiye. Prin urmare, mii de fermieri armeni și-au pierdut pământurile și au fost nevoiți să-și câștige existența ca muncitori sezonieri sau au migrat la Constantinopol și în alte orașe unde au trăit într-o mare sărăcie. Eșecurile repetate ale reformelor promise de guvernul otoman de la Constantinopol i-au determinat pe unii armeni să ia măsuri de autoapărare în fața prădătorilor. Partidul Social-Democrat Hunchakian și Federația Revoluționară Armeană erau două grupuri politice armene active în regiune. După masacrarea armenilor din Sasun în 1894 și masacrarea extinsă a armenilor din câmpia Muș în 1895 și 1896 în cursul evenimentelor cunoscute ca Masacrele Hamidian, armenii au renunțat la activitatea politică pașnică și au înființat la sfârșitul secolului al XIX-lea unități armate de autoapărare formate din fedaini, care acționau în zonele montane.
În 1899 mai mulți comandanți de fedaini armeni au fost uciși, iar Andranik Ozanian a devenit conducătorul tuturor acestor grupuri din districtul Sasun al vilayetului Bitlis. Sub comanda lui Andranik se aflau fedainii din 38 de sate.

## Bătălia
În noiembrie 1901, Andranik a coborât din munți cu aproximativ 30 de fedaini experimentați (printre care Kevork Chavush și Hakob Kotoyan) și cu vreo 8-10 țărani din satul Tsronk. Urmăriți de forțele armate turcești, oamenii lui Andranik au fost în cele din urmă încolțiți și pe 20 noiembrie s-au baricadat în Mănăstirea armeană „Sfinții Apostoli” situată la est de orașul Muș.
Un regiment format din cinci batalioane turcești, cu un efectiv de aproximativ 1200 de militari, comandat de pașii Ferih și Ali, a început să asedieze mănăstirea fortificată. Vremea rece și epidemiile au făcut ca armata turcă să sufere pierderi mari în timpul asediului. După nouăsprezece zile de asediu și după negocierile de predare la care au participat clerul armean, conducătorii orașului Muș și consulii străini, Andranik și oamenii săi au reușit să iasă pe ascuns din Mănăstirea Arakeloț și s-au deplasat în grupuri mici către munții din apropiere. Potrivit lui Lev Troțki, Andranik a organizat evadarea, îmbrăcându-se în uniforma unui ofițer turc: „el a făcut turul întregii gărzi, vorbindu-le într-o turcă excelentă” și „în același timp arătând calea de ieșire propriilor săi oameni”.

## Urmări
După ieșirea spectaculoasă din Mănăstirea Arakeloț, Andranik a dobândit o reputație legendară în rândul armenilor din acea provincie. „Andranik nu este o ființă umană, ci o fantomă”, au spus turcii după dispariția lui. Kurzii credeau că atunci când Andranik și-a scos haina în acea noapte, au căzut mai multe gloanțe din ea. Andranik a fost unul dintre comandanții milițiilor armene în timpul Răscoalei de la Sasun din 1904, apoi s-a retras cu oamenii săi în Iran, a părăsit organizația Dashnaktsutyun și mai târziu a călătorit în Europa, unde a participat de partea bulgarilor la Primul Război Balcanic. În 1924, la Boston, Andranik și-a publicat memoriile intitulate The Battle of Holy Apostles' Monastery. Despre acest eveniment el a scris următoarele:
| “ | Era necesar să le arătăm turcilor și kurzilor că un armean poate să țină o armă și că o inimă armeană poate lupta și-și poate apăra drepturile. | ” |